# Boos (Bavorsko)
Boos je obec v německé spolkové zemi Bavorsko, v zemském okrese Unterallgäu ve vládním obvodu Švábsko.
V roce 2015 zde žilo 1 962 obyvatel.

## Poloha
Sousední obce jsou: Babenhausen, Egg an der Günz, Fellheim, Niederrieden, Pleß a Winterrieden.